# My Chemical Romance
My Chemical Romance (thường được gọi là MCR hoặc My Chem) là một ban nhạc rock của Mỹ từng được đề cử cho Giải thưởng Âm nhạc Mỹ và Giải Grammy. My Chemical Romance thành lập năm 2001 gồm các thành viên Gerard Way, Mikey Way, Frank Iero, Ray Toro và Bob Bryar. Một thời gian ngắn sau khi thành lập, ban nhạc ký hợp đồng với hãng đĩa Eyeball Records và phát hành album đầu tay I Brought You My Bullets, You Brought Me Your Love năm 2002. Họ ký hợp đồng với Reprise Records năm sau đó và cho ra đời album Three Cheers for Sweet Revenge năm 2004. Album này là một sản phẩm thành công lớn về mặt thương mại, bán được trên một triệu đĩa nhờ những thành công của các single như "Helena", "I'm Not Okay (I Promise)" và "The Ghost of You". Ban nhạc tiếp tục cho ra mắt The Black Parade năm 2006, một album tổng hợp các hit của nhóm như "Welcome to the Black Parade", "Famous Last Words", "I Don't Love You" và "Teenagers".Hiện nay band đã hoàn thành album studio thứ 4 mang tên Danger Days: The True Lives of the Fabulous Killjoys, dự kiến sẽ ra mắt trong năm 2010. Sau chuyến tour diễn, ban nhạc đã tuyển thêm thành viên keyboardist James Dewees và phát hành Convential Weapons, chuỗi các ca khúc đơn từ năm 2009, sau khi ca khúc cuối cùng của serie ra mắt, ban nhạc thông báo tan ra vào ngày 22 tháng 3 năm 2013. Sau khi ban nhạc tan rã, những ca khúc hay nhất của nhóm được gộp lại vào album tên May Death Never Stop You được ra mắt vào tháng 3 năm 2014. Tháng 8 năm 2016, ban nhạc phát hành album The Black Parade/Living with Ghost nhằm kỉ niệm 10 năm của The Black Parade tưởng nhớ một người bạn nhóm.

## Lịch sử

### Giai đoạn đầu (2001-2002)
Bài viết chính: I Brought You My Bullets, You Brought Me Your Love
Nhóm nhạc được thành bởi người hát chính Gerard Way và tay trống Matt Plessier sau vụ khủng bố 11/9. Sau khi chứng kiến Toà Tháp Đôi của Trung tâm Tài chính Thế giới đổ sụp đã chuyển hướng của đời của Way khiến anh muốn thành lập một ban nhạc. Way viết bài hát "Skylines and Turnstiles" để bộc lộ cảm xúc của mình về vụ khủng bố 11/9 và không lâu sau đó, Ray Toro đã được tuyển vào ban nhạc là một tay guitar vì tại thời điểm đó, Way không thể vừa hát vừa chơi guitar thuần thục. Tên của ban nhạc được gợi ý bởi người chơi bass Mikey Way, em trai của Gerald, làm việc ở Barnes & Noble khi anh ta đọc được tiêu đề của cuốn sách được viết bởi Irvine Welsh tên Ecstasy: Three Tales of Chemical Romance. Bản thu đầu tiên được lấy từ căn gác của Plessier, nơi bài hát "Our Lady of Sorrows" và "Cubicles" được thu âm. Ban nhạc đặt tên cho những bản thu đó là "The Attic Demos". Sau khi nghe bản thu thử và bỏ đại học, Mikey Way quyết định tham gia ban nhạc. Khi làm việc với Eyeball Records, ban nhạc gặp Frank Iero, nam hát chính và cũng là guitar chính của Pencey Prep. Sau khi Pencey Prep tan rã năm 2002, Iero trở thành thành viên của nhóm nhạc, trước khi ban nhạc thu âm bản album đầu tay. Họ thu âm album đầu tiên của họ, I Brought You My Bullets, You Brought Me Your Love, chỉ mất 3 tháng kể từ khi ban nhạc được thành lập và ra mắt vào năm 2002 qua Eyeball Records. Album được sản xuất bởi người hát chính nhóm nhạc Thurdays, Geoff Rickley sau khi ban nhạc trở thành bạn với anh ấy khi biểu diễn ở New Jersey. Iero chơi guitar 2 bài trong album, một trong đó là "Early Sunsets Over Monroeville". Trong khoảng thời gian này, cả nhóm được đặt show ở buổi gặp gỡ ở Big Daddy's, nơi họ được nhận nhiều sự chú ý hơn.
My Chemical Romance được miễn phí tải về qua PureVolume và mạng xã hội MySpace, nơi họ nhận được số lượng fan ban đầu.

### Bản hợp đồng quan trọng và album Three Cheers for Sweet Revenge (2003-2006)
Bài viết chính: Three Cheers for Sweet Revenge
Năm 2003, ban nhạc ký hợp đồng với Reprise Records. Trong khi thực hiện tour diễn với Avenged Sevenfold, ban nhạc bắt đầu thực hiện album thứ hai của mình, có tên là Three Cheers for Sweet Revenge. Ra mắt vào 2004, album đạt đĩa Bạch Kim chỉ trong vòng hơn 1 năm. Ban nhạc có 4 bài hát đơn lấy từ album gồm: "I'm Not Okay (I Promise)", "Thank You for the Venom", "Helena" và "The Ghost of You". Sau chuyến tour diễn ở Nhật Bản tháng 7 năm 2004, ban nhạc thay thế Matt Plessier với Bob Bryar
Đầu năm 2005, ban nhạc được giới thiệu trong tour diễn đầu của Taste of Chaos, và cũng mở đầu cho nhóm nhạc Green Day trong tour diễn American Idiot của họ. Họ hợp tác với Warped Tour 2005 với Fall Out Boy và hát cùng tour với nhóm nhạc Alkaline Trio và Reggie and the Full Effect vòng quanh Mĩ. Cùng năm đấy. MCR cùng với The Used thực hiện bản cover kinh điển của nhóm nhạc huyền thoại Queen và ca sĩ David Bowie "Under Pressure", được ra mắt trên iTunes với tư cách là một bài hát đơn và trên Internet.
Vào tháng 3 năm 2006, album Life of the Murder Scene được ra mắt, bao gồm một đĩa CD và hai đĩa DVD. Nó bao gồm một đĩa DVD tài liệu về lịch sử của ban nhạc, và đĩa DVD thứ hai với các video ca nhạc, cách làm các MV và buổi biểu diễn của họ. Đĩa DVD thực chất không có các MV của MCR hay các buổi biểu diễn, nhưng nó chứa các buổi phỏng vấn của những con người biết ban nhạc trước khi học trở nên nổi tiếng. Một bài viết mang tiêu đề "Something Incredible This Way Comes" cũng được viết bởi Paul Stenning và xuất bản vào 2006. Nó chứa thông tin về album thứ ba của ban nhạc mang tên "The Black Parade".

### The Black Parade (2006-2008)
Bài viết chính: The Black Parade
MCR bắt đầu thu âm album studio thứ 3 vào ngày 10 tháng 4 năm 2006 với Rob Cavallo, nhà sản xuất các album của Green Day. Ban đầu nó được đặt tên là The Rise and Fall of My Chemical Romance (được lấy từ The Rise and Fall of Ziggy Stardust and the Spiders from Mars của David Bowie), nhưng trong cuộc phỏng vấn với tạp chí Kerrang!, Gerard Way nói rằng đó chỉ cái tên tạm thời cho album, và bảo: "Nó chưa bao giờ là tên album, nghe như một lời đồn, trò đùa"
Vào ngày 3 tháng 8 năm 2006, ban nhạc hoàn tất quay phim cho hai ca khúc đơn từ album, "Welcome to the Black Parade" và "Famous Last Words" cho dù chưa ra mắt tới tháng 1 năm 2001. Video ca nhạc "Famous Last Words" được đạo diễn bởi Sam Bayre, đạo diễn bài hát "Smells Like Teen Spirit" của Nirvana và "American Idiot" của Green Day. Trong khi quay phim cho bài hát thứ hai, hai thành viên của nhóm Gerard Way và Bob Bryar bị thương. Way bị chấn thương ở mắt cá chân và Bryar bị bỏng chân gây nhiễm trùng nên cần phải ở bệnh viện liên tục. Do đó nên ban nhạc bị buộc phải hủy vài ngày tour diễn. Một số bài báo nói rằng nguyên nhân là do vụ tai nạn ô tô xảy ra nhưng trên trang web chính thức và trang mạng xã hội của ban nhạc nói rằng những chấn thương này xảy ra trong quá trình làm video.
Vào ngày 22 tháng 8 năm 2006, ban nhạc tổ chức buổi hoà nhạc đặc biệt tại nhà hát Hammersmith Palais tại London. Vé của buổi diễn được bán hết chỉ trong vòng 15 phút, khiến cho giá của những chiếc vé được bán lại trên eBay cao ngất ngưởng. Tên của album được công bố và có 20 người mặc bộ đồ đen với khuôn mặt che khuất đã diễu hành quanh thành phố Hammersmith, theo đó là lượng lớn fan hô vang lên: "The Black Parade!". Sau buổi diễn, ngày phát hành album tại Anh đã được ấn định. Trước khi ban nhạc lên sân khấu, người hâm mộ được thông báo rằng My Chemical Romance không thể chơi nhạc được mà thay vào đó là The Black Parade. Sau khi một số lượng người hâm mộ la ó, phản đối thì họ đã nhận ra rằng ban nhạc chỉ biểu diễn dưới cái tên đó nhằm giữ cho chủ đề của album. Từ đó, ban nhạc thường sử dụng cái tên này, mặc những bộ trang phục trong video ca nhạc lên biểu diễn trên sân khấu. Gerard Way vui vẻ đón nhận trở thành người dẫn đầu của nhóm nhạc diễu hành, The Black Parade, và có những biểu hiện, hành vi giống như vậy.
"Welcome to the Black Parade" được phát hành là đĩa đơn vào ngày 11 tháng 8 năm 2006. Ngày 26 tháng 8 năm 2006, video ca nhạc của "Welcome to the Black Parade" được phát hành tại Anh, và tại Mĩ ở ngày kế tiếp. Ca khúc đơn này đã đưa nhóm nhạc trở thành số 1 trên bảng xếp hạng đơn của Anh Quốc vào tháng 10 năm 2006. Album "The Black Parade" được phát hành vào ngày 23 tháng 10 năm 2006 tại Vương Quốc Anh và ngày 24 tháng 10 tại Mĩ.
Chuyến lưu diễn toàn thế giới nhằm quảng bá album thứ ba của ban nhạc bắt đầu vào ngày 22 tháng 2 năm 2007, với 133 show diễn cùng với các nhóm nhạc như: Rise Against The Machine, Thursday và Muse. Người hát chính của nhóm Reggie and the Full Effect, James Dewees gia nhập nhóm nhạc để chơi keyboard từ đó. Vào tháng 4 năm 2007, ban nhạc thông báo rằng Mikey Way sẽ tạm rời tour diễn để dành thời gian với vị phu nhân của mình là Alicia Simon-Way. Anh ta được thay thế bởi Matt Cortez, một người bạn. Trong chuyến lưu diễn, toàn bộ thành viên của nhóm My Chemical Romance và Muse, cùng với toàn bộ đoàn làm việc đều bị ngộ độc thực phẩm và phải huỷ tới 6 buổi diễn. Ban nhạc về sau cũng được biểu diễn cùng với nhóm Linkin Park trong tour diễn Projekt Revolution năm 2007 với Placebo, Mindless Self Indulgence, Saosin, Taking Back Sunday và HIM.
My Chemical Romance nhận được nhiều phản hồi từ album "The Black Parade". Tạp chí Kerrang! đưa album này vào top 4 album hay nhất 2006. Tờ Rolling Stone đưa ra top 50 album của 2006 và "The Black Parade xếp thứ 20. My Chemical Romance được trao giải thưởng "Ban nhạc Quốc tế Xuất sắc nhất" năm 2007 của NME Awards, và Gerard Way cũng thắng giải Người hùng của năm. Ban nhạc cũng được đề cử cho Nhóm nhạc Alternative Hay Nhất tại Lễ trao giải thưởng Âm nhạc Mĩ 2007. Họ cũng thông báo trên trang web rằng họ sẽ làm chuyến lưu diễn cuối cùng tại Mĩ trước khi nghỉ một thời gian. Cùng thời điểm đó, họ thông báo rằng họ sẽ phát hành bộ đĩa CD/DVD với tiêu đề The Black Parade is Dead!, bao gồm 2 buổi hoà nhạc ở Mexico tháng 10 năm 2007 và buổi biểu diễn nhỏ ở New Jersey. Bộ đĩa này dự kiến được phát hành vào ngày 24 tháng 6 tại Mĩ và ngày 30 tại Anh, nhưng do sự cố kỹ thuật tại buổi hoà nhạc ở Mexico nên nó đã được rời lại vào đầu tháng 7.

### Danger Days: The True Lives of The Fabulous Killjoys (2009-2011)
Bài viết chính: Danger Days: The True Lives of The Fabulous Killjoys
Năm 2009, My Chemical Romance phát hành ca khúc mới mang tên "Desolation Row" (bản cover của Bob Dylan) vào ngày đầu của tháng 2 năm 2009. Nó được thu âm để được giới thiệu trong phần giới thiệu ở cuối bộ phim Watchmen, cùng tên với bộ tiểu thuyết. Ban nhạc sau đó thông báo rằng họ sẽ phát hành "bộ tuyển tập của 9 buổi hoà nhạc, lấy trực tiếp từ buổi hoà nhạc ở Mexico vào tháng 10 năm 2007", với cái tên ¡Venganza!. Đi kèm với chiếc USB hình viên đạn là những hình ảnh của ban nhạc trong buổi biểu diễn. Nó được ra mắt vào ngày 29 tháng 9 năm 2009.
Vào ngày 27 tháng 5 năm 2009, người thiết kế cho trang web của ban nhạc, Jeff Watson, nói rằng cả nhóm đang đi tới phòng thu để hoàn thành album thứ 4. Buổi thu chỉ mất vài tuần với nhà sản xuất Brendan O'Brien, người đã từng làm việc với AC/DC, Mastodon và Pearl Jam.

Trong lần phỏng vấn với NME, Way nói rằng album họ sẽ ra mắt sẽ là rock album, nói: "Tôi nghĩ rằng (album tiếp) sẽ thực sự nổi bật. Tôi nghĩ rằng ban nhạc đã quên rằng họ là ban nhạc rock." Ở lần nói chuyện với Idiomag, Way bình luận rằng album tiếp theo sẽ ít mang tính chất điện ảnh hơn, "không đứng sau những điều hư cấu, trang phục nữa." Và với cuộc nói chuyện với PopEater, anh cũng nói rằng album sẽ "chứa đựng đầy căm ghét." Anh cũng nói rằng "qua nhiều năm, ban nhạc đã nghe thấy họ qua những buổi diễn, bản thu, nhưng họ thích biểu diễn trực tiếp hơn. Vì nó chứa nhiều khoảng trống và năng lượng hơn. Tôi cũng muốn được có cảm giác đó. Đó chính là mục tiêu của nhóm nhạc." 
Vào cuối tháng 7 và đầu tháng 8 năm 2009, MCR tham gia 2 buổi hoà nhạc riêng ở Nhà hát The Roxy tại Los Angeles. Đó là buổi diễn đầu tiên kể từ khi họ chơi ở Quảng Trường Madion Square hồi tháng 5 năm 2008. Họ cũng cho ra mắt vài bài hát mới trong album tiếp theo của họ, có tin đồn rằng Way luôn thích thú với bài hát "Death Before Disco". Sau này nó được đổi tên thành "Party Poison" và có trong album mới. Way giải thích với tờ Rolling Stone rằng nó là "một thứ hoàn toàn khác của ban nhạc - nó giống như một bài hát không-dành-cho-bữa-tiệc mà chúng ta có tiệc tùng được. Tôi nóng lòng chờ mọi người nghe nó. Nó mang lại cảm giác tuyệt vời như album đầu."
Ngày 3 tháng 3 năm 2010, Iero thông báo trên trang web rằng Bob Bryar đã rời ban nhạc, nói rằng 
" Trong 4 tuần qua, My Chemical Romance và Bob Bryar đã đi trên con đường riêng của mình. Đây là một quyết đau đớn mà chúng tôi đã suy nghĩ rất nhiều. Chúng tôi mong anh ấy sẽ gặp nhiều may mắn trên con đường sự nghiệp của mình và mong các bạn cũng vậy.
- Frank Iero "
Ban nhạc không nói rõ lý do vì sao anh ấy rời.
Vào tháng 3 năm 2010, MTV có cuộc phỏng vấn với Way về album mới và anh ta nói rằng: "Hiện tại vẫn chưa có tên cho album này, tôi thực sự nóng lòng về điều đó. Tất cả mọi thứ có thể xảy ra, nhưng tôi khá là vui với các bài hát." Tuy tên của album đã được quyết định từ trước nhưng nó vẫn được giấu kín, với nhiều tin đồn và ban nhạc của nói rằng nó sẽ được hé lộ trong thời gian gần, và theo như Way nói "nó sẽ xuất hiện trong sự kiện đặc biệt."
Trong sự kiện Comic-Con 2010 tại San Diego, Way nói rằng ban nhạc đã hoàn tất việc thu âm album thứ tư của họ. Điều này sau đó cũng được Iero thông báo trên trang web của nhóm.
Vào tháng 8, một trailder được đăng tải trên kênh YouTube của ban nhạc với tiêu đề Art is a Weapon, đồng thời cũng tên của album cũng được hé lộ: Danger Days: The True Lives of The Fabulous Killjoys. Trong video cho thấy rằng cả nhóm nhạc mặc trên mình những bộ quần áo màu mè và chiến đấu với những nhân vật kì lạ trên sa mạc, và giới thiệu bài hát "Na Na Na (Na Na Na Na Na Na Na Na)". Một người bạn thân thiết của nhóm và đồng thời là người vẽ truyện tranh, Grant Morrison, tái hiện ban nhạc dưới Gerard Way là thủ lĩnh chống lại thế lực xấu xa. Tháng 11, họ phát hành album của mình.
Gần cuối năm 2010, Michael Pedicone tham gia ban nhạc, thay thế cho Bryar.
Vào ngày 2 tháng 8 năm 2011, Frank đăng tải bài viết nói rằng "Mối quan hệ giữa MCR với Michael đã chấm dứt" và giải thích rằng "anh ta đã bị bắt vì ăn trộm từ ban nhạc và tự thú với cảnh sát trong đêm diễn tại Auburn, Washington." Frank cũng ngỏ mong muốn rằng sẽ tìm được tay trống mới trong buổi diễn tiếp để tránh huỷ các buổi diễn trong quá trình.
Ngày 8 tháng 4 năm 2011, theo báo chí, Jarrod Alexander sẽ là phụ trách làm tay trống trong nốt chuyến lưu diễn của Honda Civir. Anh ấy từng biểu diễn với họ vào cuối tháng 10 tại nhà hàng Voodoo Experience và trong buổi diễn tại Úc và New Zealand trong Big Day Out đầu năm 2012

### Conventional Weapons và cuộc tan rã (2011-2013)
Trong buổi phỏng vấn với Rolling Stone tháng 10/2011, tay guitar Frank Iero tiết lộ rằng album của họ có thể sẽ được ra mắt vào mùa hè.
Ngày 18 tháng 12 năm 2011, ban nhạc xuất hiện trên chương trình Nick Jr.'s Yo Gabba Gabba! và chơi bài hát "Every Snowflake is Different (Just Like You)". Đây là một phần quà Giáng Sinh đặc biệt của chương trình dành cho khán giả. Chương trình cũng có sự tham gia của các nghệ sĩ nổi tiếng khác như Tony Hark và Tori Spelling.
Tháng 2 năm 2012, các thành viên của nhóm nhạc thông báo rằng họ đã xây dựng một studio tại Los Angeles nhằm thu âm album thứ 5 dưới cái tên MCR5, với người đệm đàn James Dewees là thành viên chính thức. Ban nhạc cũng làm việc với nhà sản xuất âm nhạc Dough McKean, người đã từng làm trong The Black Parade và Danger Days: The True Lives of the Fabulous Killjoys". Ngày 14 tháng 8 năm 2012, Frank thông báo qua trang web của ban nhạc dự án âm nhạc mới mang tên Conventional Weapons. Dự án này bao gồm 10 bài hát chưa ra mắt được thu vào năm 2009 trong quá trình làm Danger Days. Trong số tháng 10/2012 của Q mangazine, Frank Iero thông báo về buổi thu âm trong album mới với sự xuất hiện của tay trống Jarrod Alexander phát triển rất thuận lợi.

## Studio albums
- 2002: I Brought You My Bullets, You Brought Me Your Love
- 2004: Three Cheers for Sweet Revenge
- 2006: The Black Parade
- 2010: Danger Days: The True Lives of the Fabulous Killjoys

## Liên kết
- My Chemical Romance Official Website
- The Black Parade Official Website